# Maupertus-sur-Mer
Maupertus-sur-Mer, auch Maupertuis genannt, ist eine französische Gemeinde mit 229 Einwohnern (Stand: 1. Januar 2022) im Département Manche in der Region Normandie. Sie gehört zum Kanton Val-de-Saire und zum Arrondissement Cherbourg.

## Lage
Maupertus-sur-Mer liegt im Val de Saire auf der Halbinsel Cotentin und grenzt im Nordwesten an den Ärmelkanal. Umgeben wird die Gemeinde von den Nachbargemeinden Fermanville im Nordosten, Carneville im Osten, Gonneville-Le Theil im Süden und Bretteville im Westen.

## Infrastruktur
- Flughafen Cherbourg-Maupertus

## Bevölkerungsentwicklung
| Jahr      | 1962 | 1968 | 1975 | 1982 | 1990 | 1999 | 2008 | 2018 |
| --------- | ---- | ---- | ---- | ---- | ---- | ---- | ---- | ---- |
| Einwohner | 120  | 107  | 154  | 216  | 242  | 270  | 257  | 219  |

## Sehenswürdigkeiten
- Menhire von Maupertus-sur-Mer
- Kirche Saint-Martin
- Schloss von Maupertus-sur-Mer, Monument historique seit 1978

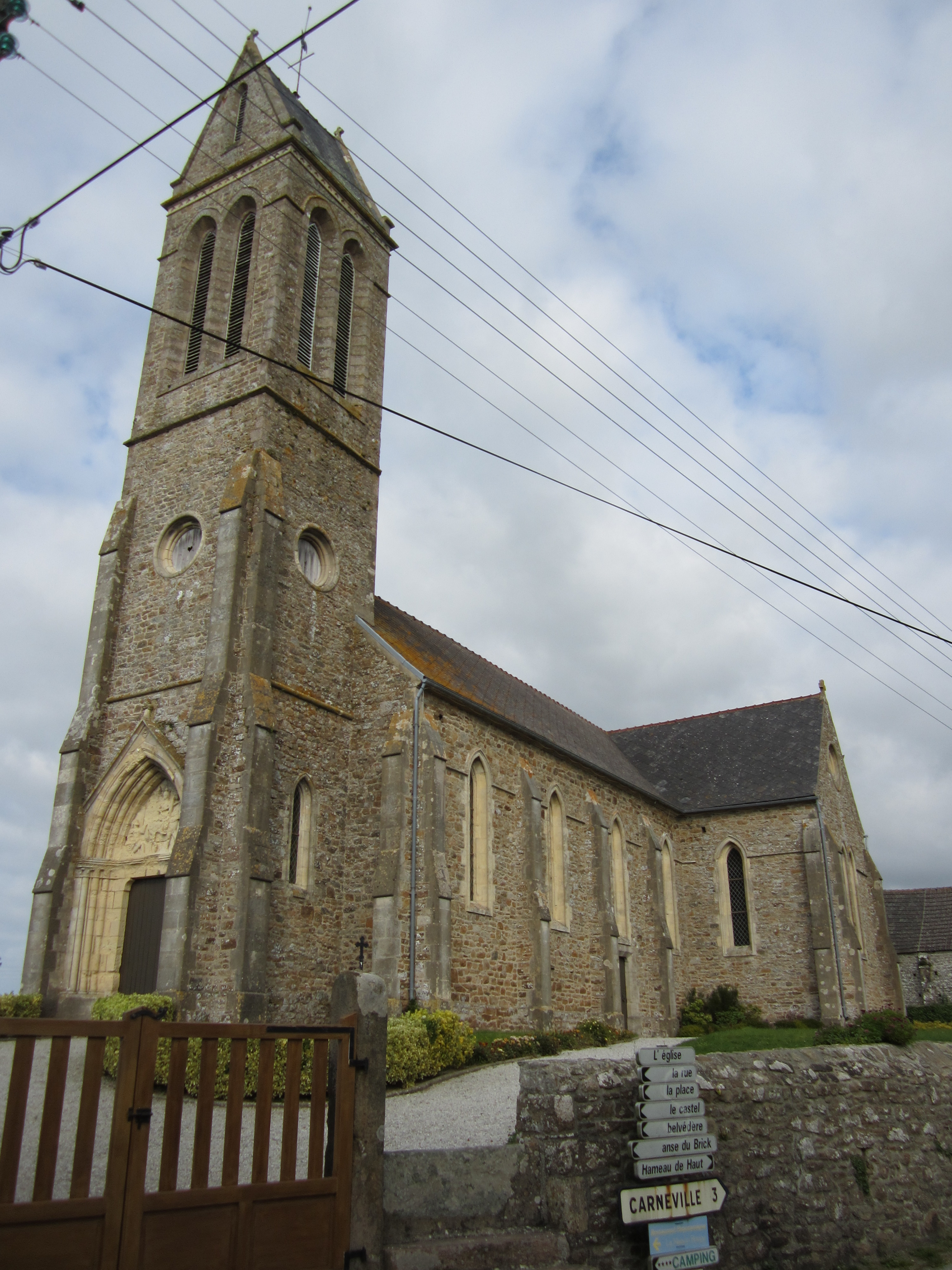
Kirche Saint-Martin
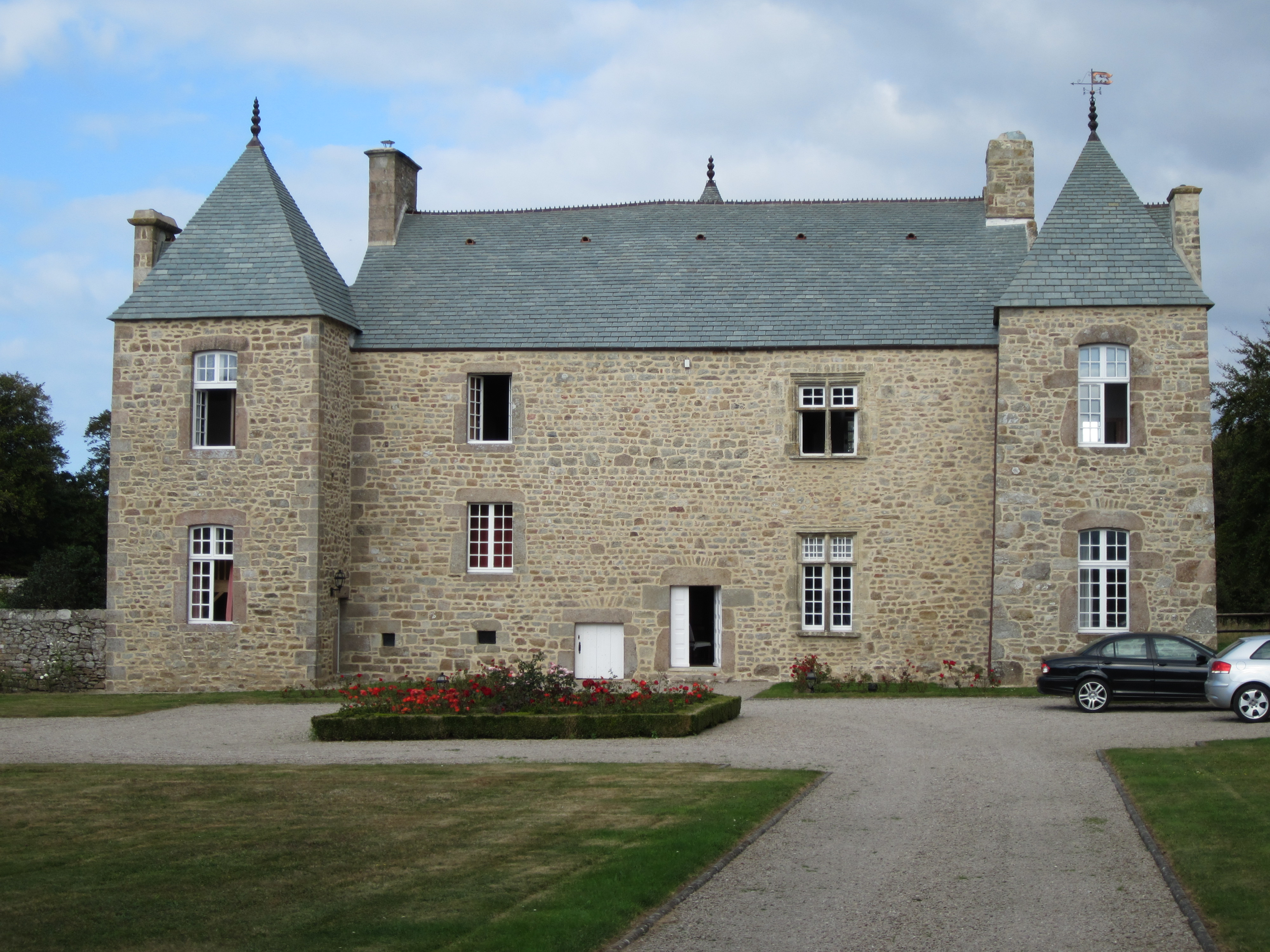
Schloss von Maupertus-sur-Mer
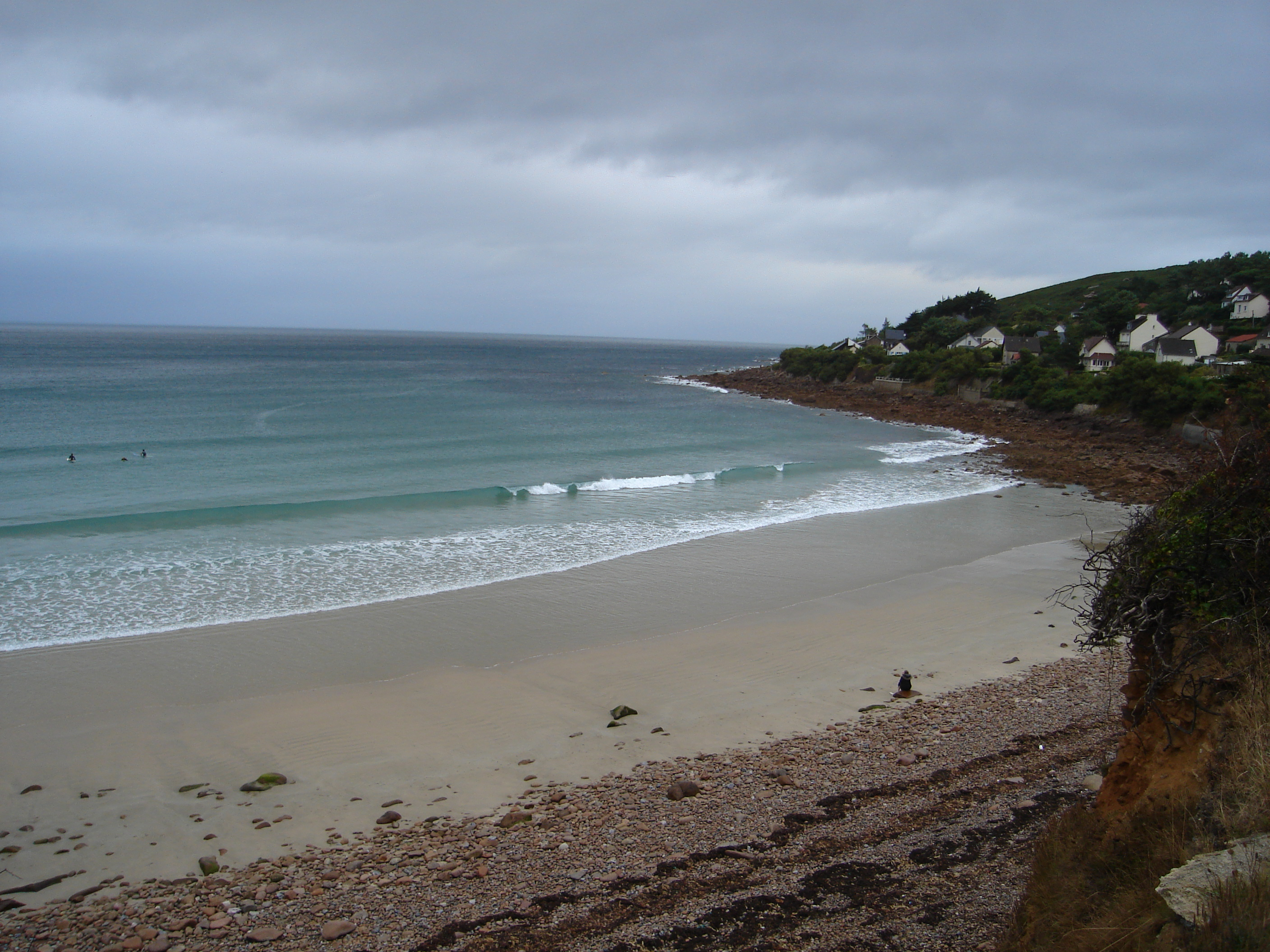
Anse du Brick, Meeresküste bei Maupertus-sur-Mer